# Jordan Sarrou
Jordan Sarrou (Saint-Étienne, 9 de dezembro de 1992) é um desportista francês que compete no ciclismo de montanha na disciplina de cross-country.
Ganhou dez medalhas no Campeonato Mundial de Ciclismo de Montanha entre os anos 2012 e 2021, e três medalhas no Campeonato Europeu de Ciclismo de Montanha entre os anos 2014 e 2020.

## Medalheiro internacional
| Campeonato Mundial | Campeonato Mundial                | Campeonato Mundial | Campeonato Mundial        |
| Ano                | Lugar                             | Medalha            | Competição                |
| ------------------ | --------------------------------- | ------------------ | ------------------------- |
| 2012               | Leogang/Saalfelden ( Áustria)     | Medalha de prata   | Cross-country por relevos |
| 2013               | Pietermaritzburg ( África do Sul) | Medalha de prata   | Cross-country por relevos |
| 2014               | Hafjell/Lillehammer ( Noruega)    | Medalha de ouro    | Cross-country por relevos |
| 2015               | Vallnord ( Andorra)               | Medalha de ouro    | Cross-country por relevos |
| 2016               | Nové Město ( Chéquia)             | Medalha de ouro    | Cross-country por relevos |
| 2017               | Cairns ( Austrália)               | Medalha de bronze  | Cross-country por relevos |
| 2019               | Mont-Sainte-Anne ( Canadá)        | Medalha de bronze  | Cross-country por relevos |
| 2020               | Leogang ( Áustria)                | Medalha de ouro    | Cross-country             |
| 2020               | Leogang ( Áustria)                | Medalha de ouro    | Cross-country por relevos |
| 2021               | Val di Sole ( Itália)             | Medalha de ouro    | Cross-country por relevos |
| Campeonato Europeu |                                   |                    |                           |
| Ano                | Lugar                             | Medalha            | Competição                |
| 2014               | St. Wendel ( Alemanha)            | Medalha de ouro    | Cross-country por relevos |
| 2016               | Huskvarna ( Suécia)               | Medalha de prata   | Cross-country por relevos |
| 2020               | Monteceneri ( Suíça )             | Medalha de prata   | Cross-country por relevos |